# Buchenavia reticulata
Buchenavia reticulata är en tvåhjärtbladig växtart som beskrevs av August Wilhelm Eichler. Buchenavia reticulata ingår i släktet Buchenavia och familjen Combretaceae. Inga underarter finns listade i Catalogue of Life.